# Geranomyia subradialis
Geranomyia subradialis är en tvåvingeart som först beskrevs av Alexander 1937.  Geranomyia subradialis ingår i släktet Geranomyia och familjen småharkrankar. Inga underarter finns listade i Catalogue of Life.